# Quebrada Los Coiles
La quebrada Los Coiles es un breve curso de agua que fluye en la Región de Valparaíso con dirección general de noreste a suroeste para desembocar en el océano.

## Trayecto
El Mapa del IGM lo muestra, sin nombrarlo, con su origen en el cerro Santa Inés y su trayecto en línea casi recta hasta su desembocadura al oeste del balneario de Los Molles. Un artículo sobre arqueología publicado en la década de 1930 lo nombra como "estero Las Salinas".

## Caudal y régimen
El área de la cuenca es de 24 km².: 2  En la cima del cerro Santa Inés, donde se halla la naciente de este curso de agua, existe un bosque relicto de olivillo que atrapa y condensa la niebla costera generando un microclima con lluvias muy frecuentes (hasta 250 días al año, aunque solo sobre la superficie reducida de la cumbre y parte superior de la ladera sur). Este aporte permite que el caudal superficial sea más constante que lo que se observa en quebradas y esteros vecinos.     

## Historia
Estas cuencas se alimentan solo de las escasas lluvias que caen en la zona. Sin embargo, las lluvias pueden ser ocasionalmente muy intensas, por ejemplo, el 3 de junio de 2002, fuertes precipitaciones diarias de entre 70 mm y 130 mm durante tres días obstruyeron con ramas y troncos el túnel que debía permitir el paso de las aguas de lluvia por debajo de la línea del tren. Cuando el nivel de agua sobrepasó la resistencia del terraplén, se desencadenó un violento aluvión que costó la vida de cuatro personas.: 5 